# Christian Benzon
Christian Benzon (12. juli 1718 – 9. maj 1801) var en dansk officer og godsejer.
Benzon, der var en søn af konferensråd Peder Benzon til Aggersvold, Gjeddesdal m. m. og Sophie f. Wissing, fødtes 12. juli 1718. Han gik den militære vej og var, da han 1757 fik majors karakter, ritmester ved Slesvigske Kavaleriregiment; 1759 blev han sekondmajor og 1761 oberstløjtnant; 1768 fik han kammerherrenøglen og 1777 det hvide bånd. Benzon, der ved salget af det fynske ryttergods 1765 havde købt Christiansdal (nu Dalum Kloster) ved Odense, arvede efter sin farbroder, gehejmeråd Jacob Benzon, 1775 herregårdene Rugård i Jylland og Cathrinebjerg på Sjælland som et stamhus samt 80000 Rdl. til køb af endnu et stamhus; denne forpligtelse indløste han ved 1779 at købe Tirsbæk ved Vejle, som han fik oprettet til stamhus; han flyttede nu her til og overførte 1787 med kgl. tilladelse stamhusbåndet fra Rugård og Cathrinebjerg til Christiansdal og afhændede snart efter begge gårdene; men heller ikke Tirsbæk beholdt han længe, idet han allerede 1792 erhvervede bevilling til at måtte udstykke og bortsælge det mod at oprette et pengefideikommis; han benyttede sig i fuldeste mål af tilladelsen, og 1797 solgte han selve gården og resten af godset til sin søn, Peter Ulrich Frederik Benzon.
7. april 1758 havde han ægtet Albertine Christine Heinen (11. oktober 1736 – 15. februar 1805, datter af major Ulrik Frederik Heinen til Ulriksholm.